# Arikesari Maravarman
Arikesari Maravarman, también conocido como Arikesari Parankusa, fue un rey indio de la dinastía Pandya. Gobernó partes de los actuales Kerala y Tamil Nadu. Expandió el poder de Pandya sustancialmente, y las inscripciones de esa dinastía lo acreditan con varias victorias, incluidas las de los Cheras y los Pallavas.

## Período
Arikesari fue el sucesor de Jayantavarman, pero no se sabe con certeza si era si hijo o no.

## Nombres
En las inscripciones de Velvikkudi y Chinnamanur, su nombre aparece como "Arikesari Maravarman". En la inscripción de Chinnamanur más grande, se llama Arikesari Parankusa.

## Conquistas militares
El reinado de Arikesari Maravaran vio un aumento significativo en el poder político y el prestigio de Pandyan. Según la inscripción de Velvikkudi, ganó batallas en Pali, Nelveli, Uraiyur y Sennilam. Excepto Uraiyur, la ubicación actual de estos lugares no es segura. El indólogo y epigrafista alemán Eugen Hultzsch relacionó a Nelveli con Tirunelveli, pero el historiador Kallidaikurichi Aiyah Nilakanta Sastri no estuvo de acuerdo con esta identificación.

La concesión más grande de Chinnamanur establece que Arikesari ganó batallas en Nelveli y Sankaramangai, y también derrotó a los Pallavas. La inscripción afirma además que arruinó el Paravar (una comunidad pesquera del sur) y destruyó el Kurunattar. Según una teoría, "Kurunattar" se refiere a personas de Kurunadu (un lugar no identificado); Otra posibilidad es que el término se refiera a pequeños jefes. También se dice que Arikesari ha derrotado a un enemigo no especificado en Sennilam, que puede referirse a un lugar en particular o es un término genérico para "campo de batalla rojo (sangriento)". Finalmente, la inscripción afirma que derrotó a los Keralas varias veces, y una vez encarceló a su rey.

La obra literaria tamil "Pandikkovai" menciona a un rey llamado Arikesari; varias victorias militares atribuidas a este rey parecen ser las victorias de Arikesari Maravarman mencionadas anteriormente. En base a esto, varios historiadores creen que los dos gobernantes son idénticos. Sin embargo, Sastri impugnó esta identificación sobre la base de que el Arikesari de Pandikkovai ganó una batalla en Vilinam, mientras que no se sabe que Arikesari Maravarman haya logrado tal éxito. N. Subrahmanian señaló que la victoria de Arikesari Maravarman en Vilinam puede no haber sido registrada en las fuentes existentes.

## Religión
Se sabe que Arikesari realizó rituales Hiranyagarbha y Tulabhara.

Una teoría identifica a Arikesari con el legendario Koon Pandiyan (alias Ninra Sri-Nedu-Maran) mencionado en la tradición Shaivita. Según esta leyenda, Koon Pandiyan se casó con la princesa Chola Mangayarkkarasi. Algún tiempo después, se convirtió del shaivismo al jainismo. Su esposa y su ministro Kulachchirai, que seguían siendo Shaivitas, estaban perturbados por este acontecimiento e invitaron a Sambandar a la corte. Bajo la influencia de Sambandar, el rey se reconvirtió al Shaivismo. Según la leyenda, la rivalidad entre los shaivitas y los jainistas finalmente condujo al empalamiento de 8,000 jainistas. Esta leyenda es un mito no histórico que significa la pérdida de influencia política de Jain.